# تصادم نجيف الجوي 1983
تصادم نجيف الجوي. وهي حادثة تصادم بين طائرتين تابعتين لسلاح الجو الإسرائيلي. وذلك في 1 مايو 1983 ، الطائرتان وهما من طراز إف-15 إيغل، وإيه-4 سكاي هوك، ارتطمتا ببعضهما البعض في الجو أثناء تدريبات فوق منطقة النقب في جنوب إسرائيل. وفي حدث فريد نجح طاقم طائرة اف 15 ايغل من الهبوط بسلام في قاعدة جوية مجاورة رغم اصابة جناحها الأيمن بشدة، وذلك بسبب الخصائص الفريدة لجسم الطائرة الذي منح الطيارين القدرة على الاستمرار برفع الطائرة في الهواء إضافة إلى قدرات الدفع العالية والمفرطة في محرك الطائرة

## الحادثة
في 1 مايو 1983، خلال عمليات تدريبية لطائرات القوات الجوية الإسرائيلية فوق النقب، اصطدمت مقاتلة اف 15 ايغل (أو باز) مع A-4 سكاي هوك. طيار سكاي هوك نجح بالقفز من طائرته قبل تفككها. اما طائرة اف 15 ايغل فقد قطع الجناح الأيمن على بعد ما يقرب من 2 قدم (60 سم) من بدن الطائرة. طاقم F-15 المؤلف من الطيار زيف نيديفي والملاح يهوار غال، لم يدركوا في البداية مدى الضرر، حيث تسرب الوقود بغزارة من بقايا الجناح وكات الابخرة الناتجة عن التسرب تحجب المنطقة حيث كان يتواجد الجناح سابقا.
بدت الطائرة F-15 وكأن طاقمها قد فقد السيطرة عليها وبدت كما لو انها ستبدأ بالدوران حول نفسها. حاول نيديفي استعادة السيطرة على الطائرة واستخدم الحارق اللاحق ليعطي دفعة للطائرة، نجح في النهاية في استعادة السيطرة على الطائرة. وتمكن من الحفاظ على السيطرة بفعل الرواقع والمثبتات وبقايا الجناح المفقود إضافة إلى دفع المحرك المفرط. وقد نجح بالهبوط في قاعدة رامون الجوية، حيث كان هبوطها عنيفا وهبطت بسرعة تعادل ضعف السرعة العادية للحفاظ على الرفع الضروري عند الهبوط، وبسبب شدة عنف الهبوط تمزق خطاف الذيل تماما. نجح نيديفي في ايصال طائرته F-15 واوقفها على بعد 20 قدما (6 أمتار) من نهاية المدرج. ونقل عنه فيما بعد قوله «ربما كنت سأقذف نفسي من الطائرة لو كنت اعرف ما حصل لها فعلا». اشار أيضا إلى انه مع سرعة مناسبة أصبحت المقاتلة بيده وكأنها صاروخ وبدا انه لا يحتاج إلى اجنحة في تحركه وهو ما استخدمه بشكل جدي لانزال الطائرة بسلام على الأرض 

## بعد الحادثة
في اعقاب الهبوط تم نقل المقاتلة التابعة للسرب 106 عن طريق البر إلى وحدة صيانة سلاح الجو الإسرائيلي في تل نوف، حيث تم إصلاحها. علما انها كانت قد اسقطت أربعة طائرات «معادية» خلال حرب لبنان عام 1982، شاركت الطائرة بالقتال بعد اصلاحها ونجحت في اسقاط مقاتلة سورية من طراز ميج 23 في 19 نوفمبر 1985.